# Брэндс-Хэтч
Брэндс-Хэтч (англ. Brands Hatch) — гоночная трасса в графстве Кент, Великобритания. Первоначально использовалась как просёлочная трасса для велосипедистов. Принимала 12 Гран-при Великобритании и два Гран-при Европы в период с 1964 по 1986 год.
Этимология названия, предположительно, гаэльского происхождения, от слова Брондехач (Brondehach), где «брон» означало деревянный склон, а «хач» — опушка леса.

## Конфигурации
Кроме «кольца Гран-при», использующего полную длину трассы, есть ещё «кольцо Инди», в котором поворот 4 завершается разворотом, ведущим к повороту 9 и далее на старт-финишную дугу. Назван так по причине того, что был создан для проведения этапов американской серии IndyCar. Также этот вариант используется в гонках DTM и WTCC.

## Гонки
Брэндс-Хэтч 14 раз принял этапы чемпионата мира Формулы-1, в период с 1964 по 1986 год, с перерывами. Но ещё больше на ней прошло внезачётных гонок Ф1 — 26, в период с 1960 по 1983 год, с перерывами.
На трассе Брэндс-Хэтч состоялся самый первый этап серии А1ГП, в 2005 году.
Кроме того, на трассе проходят заезды туринговых машин (WTCC, BTCC и др.), мировой супербайк (WSBK) и пр. Крупные гонки обычно проходят на кольце Гран-при, использование этого варианта трассы в последнее время сокращается из-за жалоб местных жителей на высокий уровень шума.

### Этапы чемпионата мира Формулы-1
Светло-синим фоном выделены Гран-при Европы.
# — порядковый номер среди всех Гран-при Великобритании (проходивших в разные годы на разных трассах), входивших в чемпионат мира Формулы-1.
| Год  | #  | Пилот (победитель)  | Команда (победитель) | Результаты |
| ---- | -- | ------------------- | -------------------- | ---------- |
| 1964 | 15 | Джим Кларк          | Lotus- Climax        | Отчёт      |
| 1966 | 17 | Джек Брэбем         | Brabham              | Отчёт      |
| 1968 | 19 | Йо Зифферт          | Lotus-Ford           | Отчёт      |
| 1970 | 21 | Йохен Риндт         | Lotus-Ford           | Отчёт      |
| 1972 | 23 | Эмерсон Фиттипальди | Lotus-Ford           | Отчёт      |
| 1974 | 25 | Джоди Шектер        | Tyrrell-Ford         | Отчёт      |
| 1976 | 27 | Ники Лауда          | Ferrari              | Отчёт      |
| 1978 | 29 | Карлос Ройтеман     | Ferrari              | Отчёт      |
| 1980 | 31 | Алан Джонс          | Williams-Ford        | Отчёт      |
| 1982 | 33 | Ники Лауда          | McLaren-Ford         | Отчёт      |
| 1983 |    | Нельсон Пике        | Brabham-BMW          | Отчёт      |
| 1984 | 35 | Ники Лауда          | McLaren- TAG         | Отчёт      |
| 1985 |    | Найджел Мэнселл     | Williams-Honda       | Отчёт      |
| 1986 | 37 | Найджел Мэнселл     | Williams-Honda       | Отчёт      |

### Победители гонок на Брэндс-Хэтч
Победители гонок на Брэндс-Хэтч.

## Несчастные случаи и происшествия
24 октября 1971 года, в повороте Westfield bend погиб Йо Зифферт, а 29 августа 1977 — Брайан МакГуайр. 19 июля 2009 во время гонки серии F2 погиб Генри Сёртис, сын чемпиона мира F1 1964 Джона Сёртиса, когда оторвавшееся колесо машины Джека Кларка угодило Генри прямо в голову.